# Whispering Pines (Arizona)
Whispering Pines es un lugar designado por el censo ubicado en el condado de Gila en el estado estadounidense de Arizona. En el Censo de 2010 tenía una población de 148 habitantes y una densidad poblacional de 133,2 personas por km².

## Geografía
Whispering Pines se encuentra ubicado en las coordenadas 34°22′22″N 111°16′52″O / 34.37278, -111.28111. Según la Oficina del Censo de los Estados Unidos, Whispering Pines tiene una superficie total de 1.11 km², de la cual 1.11 km² corresponden a tierra firme y (0%) 0 km² es agua.

## Demografía
Según el censo de 2010, había 148 personas residiendo en Whispering Pines. La densidad de población era de 133,2 hab./km². De los 148 habitantes, Whispering Pines estaba compuesto por el 95.27% blancos, el 0.68% eran afroamericanos, el 1.35% eran amerindios, el 1.35% eran asiáticos, el 0% eran isleños del Pacífico, el 0% eran de otras razas y el 1.35% pertenecían a dos o más razas. Del total de la población el 4.73% eran hispanos o latinos de cualquier raza.